# Calle San Martín (Formosa)
La calle San Martín es la calle Nº 20 del microcentro. Es una de las principales arterias de la Ciudad de Formosa, comprende 15 cuadras, comenzando en la Av. González Lelong, y corta en la Av. Napoleón Uriburu. En esta calle, comienzan y cortan diversas calles de la ciudad, como por ejemplo, las Calles España, Saavedra, Pringles, y muchas otras. Lleva el nombre del libertador de América, don José Francisco de San Martín (1778 - 1850)

## Recorrido
La calle San Martín recorre un total de 1600 metros, en este recorrido corta, y nacen diversas calles importantes para el recorrido en el microcentro. Atraviesa las siguientes calles y avenidas:
- Av. González Lelong, donde nace
- Junín
- Corrientes
- Juan José Silva
- Maipú
- Pringles
- Saavedra
- España
- Av. 25 de Mayo
- José María Uriburu
- Brandsen
- Hipólito Yrigoyen
- Fotheringham
- Salta
- Ayacucho
- Paraguay, y la Av. Napoleón Uriburu, esta última que lo corta.[2]

## Lugares Emblemáticos
- Club Domingo Faustino Sarmiento (Formosa)
- El famoso Mercadito Paraguayo.
- Supermercados Camiletti, antigua vivienda de los Siacia.
- Casino Neo.
- Archivo Histórico.
- Mástil Municipal
- Hotel Internacional de Turismo.
- Monumento a los Inmigrantes.
- Antigua estación del Ferrocarril.
- Poder Judicial[3]